# Aguilar (Boltaña)
Aguilar es una localidad española perteneciente al municipio de Boltaña, en la provincia de Huesca. Pertenece a la comarca del Sobrarbe, en la comunidad autónoma e Aragón.
Un grupo de jóvenes le dio vida al pueblo, ya que durante unos años (por ejemplo, el censo de 1991), apareció como abandonado. Actualmente tiene 4 habitantes, 2 varones y 2 mujeres.

## Historia
Es mencionada por primera vez en el año 981 bajo el nombre de Agilar. Ya en el romance es mencionada como Aguilar, aunque en forma latina como Aquilar. En 1290 es mencionada hablando sobre su castillo.

## Toponimia
El topónimo de Aguilar deriva de la palabra águila, ya que la zona está poblada por águilas.

## Lugares de interés
- Parroquia del siglo xi, en honor a Ntra. Sra. en el Misterio de su Concepción.[2][3]
- Ermita en honor a San Andrés.[2]

## Fiestas
Fiesta mayor, en honor a la Virgen de Septiembre, el 8 de septiembre.